# Franck Khalfoun
Franck Ange Khalfoun (nacido el 9 de marzo de 1968) es un director de cine y guionista francés, conocido por dirigir P2, Wrong Turn at Tahoe, Maniac,  y la entrada de la franquicia Amityville Amityville: The Awakening .  Su última película fue la película de terror Prey de 2019.  Su próxima película es la película de acción y suspenso Entry Level . 

## Filmografía

### Largometrajes
| Año  | Título                   | Acreditado como | Acreditado como | Acreditado como | Acreditado como | Acreditado como | Notas                           |
| Año  | Título                   | Director        | Escritor        | Productor       | Editor          | Actor           | Notas                           |
| ---- | ------------------------ | --------------- | --------------- | --------------- | --------------- | --------------- | ------------------------------- |
| 1992 | Día de la expiación      |                 |                 |                 |                 | Sí              | rol - Guardaespaldas de Maurice |
| 2003 | snowboarder              |                 |                 |                 |                 | Sí              | rol - X                         |
| 2003 | Tension alta             |                 |                 |                 |                 | Sí              | papel - Jimmy                   |
| 2007 | P2                       | Sí              | Sí              |                 |                 | Sí              | rol - periodista                |
| 2009 | Giro equivocado en Tahoe | Sí              |                 |                 |                 |                 |                                 |
| 2010 | Piraña                   |                 |                 |                 |                 | Sí              | rol - Diputado Verde            |
| 2012 | Maníaco                  | Sí              |                 |                 | Sí              |                 |                                 |
| 2015 | viví                     | Sí              | Sí              | Sí              | Sí              | Sí              | papel - Detective McQuee        |
| 2016 | Lowriders                |                 |                 |                 |                 | Sí              | papel - Marc Ochs               |
| 2017 | Amityville: El despertar | Sí              | Sí              |                 |                 |                 |                                 |
| 2019 | Presa                    | Sí              | Sí              |                 |                 |                 |                                 |
| 2023 | Noche de los cazados     | Sí              | Sí              |                 |                 |                 |                                 |

### Otros trabajos
| Año  | Título                 | Acreditado como | Acreditado como | Acreditado como | Acreditado como | Acreditado como | Notas                                           |
| Año  | Título                 | Director        | Escritor        | Productor       | Editor          | Actor           | Notas                                           |
| ---- | ---------------------- | --------------- | --------------- | --------------- | --------------- | --------------- | ----------------------------------------------- |
| 1994 | El águila y el caballo |                 |                 |                 |                 | Sí              | Telefilm ; rol - El camionero                   |
| 2014 | Todo corrupto todo     |                 |                 | Sí              | Sí              |                 | Cortometraje ; productor ejecutivo              |
| 2018 | Prisionero de por vida | Sí              | Sí              |                 |                 |                 | Miniseries; créditos del episodio por confirmar |